# Климент III (антипапа)
Климент III всъщност Виберт (Гиберт) от Равена (на италиански: Guiberto di Ravenna, nato Guiberto Giberti; на латински: Wibertus; на немски: Clemens III, Wibert von Ravenna, Guibert von Ravenna; * между 1020 и 1030, Парма, † 8 септември 1100, Чивита Кастелана) е италиански архиепископ на Равена и от 1080 до 1100 г. антипапа срещу Григорий VII, Виктор III, Урбан II и Паскалий II.

## Произход и духовна кариера
Той е правнук на родоначалника на фамилията „Виберти ди Мелетоло“ („WIBERTI DI MELETOLO“), Герхард, син на господар (signor) Зигфрид I от Каноса.
С помощта на императрица Агнес той е номиниран през 1057 г. за канцлер на Италия като наследник на Гунтер фон Бамберг († 23 юли 1065). Крал Хайнрих IV го издига през 1072 г. на архиепископ на Равена.
Църковният събор в Бриксен го избира на 25 юни 1080 г. за антипапа. Кралят тръгва за Италия през 1081 г. и след повече от двегодишна обсада може да влезе в град Рим. Виберт е интронизиран на 24 март 1084 г. в латеранската църква в Рим като Климент III и може на 31 март 1084 г. да коронова Хайнрих IV за император.
На събора в Майнц през април 1085 г. германските епископи, след това и останалите, го признават за легитимен папа. През 1096 г. норманите го изгонват от Рим.